# Grammostola gossei
Grammostola gossei is een spinnensoort uit de familie van de vogelspinnen (Theraphosidae).
De wetenschappelijke naam van de soort werd in 1899 als Citharoscelus gossei gepubliceerd door Reginald Innes Pocock.